# Селва (Кјети)
Селва је насеље у Италији у округу Кјети, региону Абруцо.
Према процени из 2011. у насељу је живело 1701 становника. Насеље се налази на надморској висини од 128 м.